# Sam Howell
Sam Howell (Waynesville, 16 settembre 2000) è un giocatore di football americano statunitense che milita nel ruolo di quarterback per i Minnesota Vikings della National Football League (NFL).

## Carriera

### Washington Commanders
Al college Howell giocò a North Carolina. Fu scelto dai Washington Commanders nel corso del quinto giro (144º assoluto) del Draft NFL 2022. Con i Commanders ormai eliminati dalla corsa ai playoff, il capo-allenatore Ron Rivera annunciò che Howell sarebbe partito come titolare nell'ultima gara della stagione regolare contro i Dallas Cowboys. Il primo passaggio in carriera fu un touchdown da 16 yard per Terry McLaurin. La sua partita si concluse con 11 passaggi completati su 19 tentativi, per 169 yard, un touchdown, un intercetto e un'altra marcatura su corsa nella vittoria per 26-6. Fu il primo quarterback rookie della franchigia con un touchdown passato e uno su corsa nella stessa gara da Robert Griffin III nel 2012.
Il 18 agosto 2023 i Commanders annunciarono che Howell sarebbe stato il quarterback titolare per la stagione 2023. Nella prima partita subì un intercetto e perse un fumble ma si rifece nel quarto periodo passando il touchdown della vittoria contro gli Arizona Cardinals. La settimana successiva passò 299 yard e 2 touchdown nella vittoria sui Denver Broncos. Divenne così il primo quarterback della squadra a vincere le prime tre gare come titolare almeno dal 1950. Delle successive sei partite i Commanders ne vinsero solo una, con Howell che subì quattro intercetti nel terzo turno contro i Buffalo Bills mentre disputò una prestazione di alto livello nella settimana 8 contro i favoriti Philadelphia Eagles. Nella settimana 9 Washington tornò alla vittoria battendo i New England Patriots per 20-17, con il quarterback che passò 325 yard, un touchdown e un intercetto. Fu la prima vittoria della squadra sui Patriots dal 2003. Nel turno successivo disputò un'altra buona prova completando 29 passaggi su 44 per 312 yard e 3 touchdown ma i Commanders uscirono sconfitti all'ultimo secondo in casa dei Seattle Seahawks. A fine anno i suoi 21 intercetti subiti furono il peggior risultato della NFL, così come i 65 sack subiti.

### Seattle Seahawks
Il 14 marzo 2024 Howell e una scelta del quarto e del sesto giro del Draft NFL 2024 furono scambiati con i Seattle Seahawks per una scelta del terzo e del quinto giro. Rimase inattivo per le prime 14 partite, dopo di che nella settimana 15 subentrò all'infortunato titolare Geno Smith non giocando bene e terminando con 5 passaggi completati su 14 per 24 yard e un intercetto nella sconfitta contro i Green Bay Packers.

### Minnesota Vikings
Il 26 aprile 2025 Howell fu scambiato con i Minnesota Vikings assieme a una scelta del quinto giro (la 172ª) del Draft NFL 2025 per la 142ª scelta del medesimo Draft.